# Carangolia barnardi
Carangolia barnardi is een vlokreeftensoort uit de familie van de Urothoidae. De wetenschappelijke naam van de soort is voor het eerst geldig gepubliceerd in 2001 door Jaume & Sorbe.